# Kostel svatého Cyrila a Metoděje (Nebušice)
Římskokatolický farní kostel sv. Cyrila a Metoděje v Praze-Nebušicích z let 1885–1886 stojí uprostřed obce. 

## Historie
Obec Nebušice  pod duchovní správou Strahovského kláštera byla až do 19. století přifařena ke kostelu sv. Jana Nepomuckého v Šárce (v Dejvicích), z menší části k Liboci. Se vzrůstajícím počtem farníků kapacita kostelů a služba ex currendo nedostačovala. Z podnětu strahovského opata Vojtěcha Hrona měl být založen kostel v Nebušicích. P. Hron však zemřel roku 1879, a stavby se nedočkal. Plány projektu kostela podepsal stavitel Jaroslav Kuchta. Základní kámen byl položen ve výroční den úmrtí  sv. Metoděje 6. dubna 1885 a vysvětil jej strahovský opat Zikmund Antonín Starý za přítomnosti šáreckého faráře Erasma Marčana. Téhož roku byl založen hřbitov. Stavba rychle pokračovala a roku 1886 byl kostel stavebně dokončen a vysvěcen. Nebušická farnost byla ustavena přenesením od kostela sv. Jana Nepomuckého, který dosud leží na území farnosti. 
Od 1. září 2008 byly k nebušické farnosti připojeny Horoměřice, dosud spadající pod farnost v Úněticích.

## Popis
Exteriér: Jednolodní kostel v novorománském slohu má délku 27,8 metru a šířku 10,19 metru. V západním průčelí je čtyřboká štíhlá věž na čtvercovém půdorysu, o výšce 38 metrů, s jehlancovou špicí mezi čtyřmi nárožními věžičkami, uvnitř se zvonicí, v níž byly roku 1886 umístěny dva zvony z dílny pražského zvonaře Arnošta Děpolda. Původní věžní hodiny dodal pražský hodinář Ludvík Heinz. Hlavní vchod do kostela je z jižní strany, druhý ze západní strany a třetím se vstupuje z kostela do sakristie. Nad presbytářem je ve střeše sanktusová věžička pro malý zvon.
Interiér byl vybaven jednotným novogotickým mobiliářem ze dřeva zdobeného polychromií a zlacením. Kazatelna, tři oltáře a sochy pocházejí z dílny pražského řezbáře Josefa Krejčíka. 
- Hlavní oltář má novogotický retábl se čtyřmi sochami ve výklencích: uprostřed dvojice patronů kostela, v biskupském oděvu sv. Metoděj pravicí žehná a v levici drží misijní kříž, sv. Cyril v mnišské kutně drží staroslověnskou bibli. Po stranách jsou sochy sv. Zikmunda v oděvu burgundského krále a svatého Vojtěcha v kasuli, tito patroni byli vybráni na počest strahovských zakladatelů nebušického chrámu, opatů Vojtěcha Hrona a Zikmunda Starého.[1]
- Levý postranní oltář sv. Norberta má uprostřed novogotickou sochu sv. Norberta, nesoucího monstranci.
- Pravý postranní oltář zasvěcený Neposkvrněnému početí Panny Marie má sochu Mariinu. Vedle něj je na konzole stojící socha Srdce Ježíšova, pod ní křtitelnice z červeného mramoru, z něhož jsou vytesány i kropenky u vchodů.

Na vítězném oblouku namaloval Jan Heřman znak strahovského kláštera. Stěny presbytáře byly vymalovány iluzivní vzorovanou drapérií.
- Varhany zhotovil v roce 1886 pražský varhanář Karel Schiffner, bratr Jindřicha Schiffnera. [2]

U kostela stojí budova fary z roku 1887.

## Duchovní správci

### První
- Sarkander Josef Zedníček (1886-1903), do roku 1887 sídlil ve Střešovicích při kapli na Andělce.
- Václav Martin Váchal (1903-1910)
- Justin František Sedlák (1910- )

### Současní
- Vavřinec František Borgiáš Zadražil O. Praem. (farářem do 14. října 2003; předtím farním vikářem ve Staré Boleslavi a administrátorem v Čelákovicích a Praze-Strašnicích, poté žil ve Strahovském klášteře; narozen 8. října 1927, na kněze vysvěcen 29. června 1958, zemřel 12. března 2007)
- Mgr. František Marek Míček O.Praem. (administrátorem od 15. října 2003 do 31. srpna 2013, narozen 1. května 1973, na kněze vysvěcen 29. června 1999)
- Jakub Karel Berka, O. Praem. (od 1. září 2013 do 30. listopadu 2018; předtím farářem ve Svatém Kopečku u Olomouce, od 1. října 2018 duchovním správcem u svaté Ludmily na Novém Městě (Praha 2)
- Bartoloměj Marián Čačík, O.Praem. (od 1. října 2018)